# Jezioro Mikołajskie
Jezioro Mikołajskie (deutsch: Nikolaiker See) ist ein See auf dem Gebiet der polnischen Stadt Mikołajki (deutsch Nikolaiken) im Powiat Mrągowski in der Woiwodschaft Ermland-Masuren. 
Der See ist ca. 5,8 km lang, maximal 1,6 km breit und 5 km² groß. Er ist bis zu 25,9 m tief. Nördlich schließt sich der Jezioro Tałty (deutsch Talter Gewässer) an und südwestlich der Jezioro Bełdany (deutsch Beldahnsee). In südöstlicher Richtung ist der Nikolaiker See durch einen engen Kanal mit dem Śniardwy (deutsch Spirdingsee), dem größten See Polens, verbunden. Alle vier gehören zur Masurischen Seenplatte.